# Atanasio Ndongo
Atanasio Ndongo Miyono (els seus cognoms són també escrits a vegades com Ndong Miyone) (1928? - març de 1969) fou un polític de Guinea Equatorial.

## Biografia
Pertanyia a l'ètnia fang de Río Muni, i els seus pares l'enviaren al seminari de Banapá dels claretians a Fernando Poo. El setembre del 1951 n'és expulsat, amb el bubi Enrique Gori Molubela, per dirigir una vaga en protesta de la mala alimentació, vinculada al naixent moviment independentista Croada Nacional d'Alliberament de la Guinea Equatorial (després reanomenat MONALIGE). Va ser el president del MONALIGE (Moviment Nacional d'Alliberament de Guinea Equatorial), exiliant-se a Algèria i Gabon fins a la constitució del Govern autònom de Bonifacio Ondó el 1964, quan va poder tornar. Va impulsar l'organització de les anomenades "Milicias azules" (o "Jóvenes azules") afins al MONALIGE. Va participar en la Conferència Constitucional (1967-1968) que va elaborar la Constitució de Guinea Equatorial de 1968.
A les eleccions del 22 de setembre de 1968 va obtenir en la primera volta 18.223 vots, i va donar el seu suport per a la segona volta a la candidatura de Francisco Macías Nguema que es presentava pel partit IPGE (Idea Popular de Guinea Equatorial), ocupant el càrrec de Ministre d'Afers exteriors durant el primer govern d'aquest. Va compondre, en col·laboració amb Saturnino Ibongo, Caminemos pisando las sendas de nuestra inmensa felicidad himne nacional des de la independència del país.
Durant la crisi diplomàtica entre Espanya i Guinea Equatorial de 1969, es va enfrontar a Macías, i segons s'afirma, Ndongo es va tirar per una finestra del Palau Presidencial, restant en el sòl cinc hores, i fou apallissat durant aquest espai de temps, i posteriorment empresonat, on va morir en circumstàncies no aclarides. Posteriorment fou acusat també de l'intent de cop d'Estat del 5 de març de 1969 junt a Saturnino Ibongo Iyanga.